# بنای شماره ۸ (بنای اداری - مالی)
بنای شماره ۸ (بنای اداری - مالی) مربوط به دوره قاجار است و در شهرستان آستانه اشرفیه، بخش کیاشهر، شهر کیاشهر، خیابان امام خمینی واقع شده و این اثر در تاریخ ۷ اسفند ۱۳۸۶ با شمارهٔ ثبت ۲۱۵۴۷ به‌عنوان یکی از آثار ملی ایران به ثبت رسیده است.